# Уинстън (окръг, Алабама)
Окръг Уинстън (на английски: Winston County) е окръг в щата Алабама, Съединени американски щати. Площта му е 1637 km², а населението – 23 540 души (1 април 2020). Административен център е град Дабъл Спрингс.